# Castellet de Bernabé

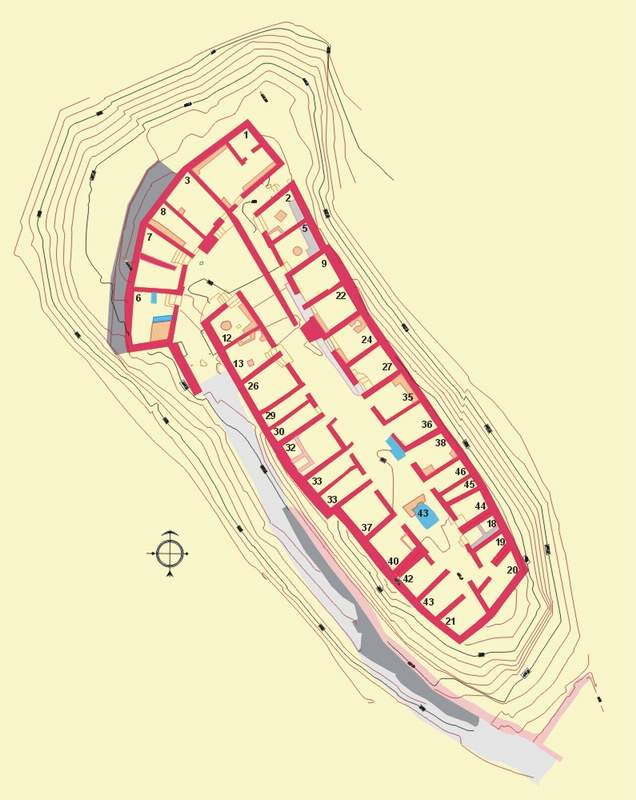
Plano del yacimiento del Castellet de Bernabé.

El poblado ibérico del Castellet de Bernabé es un yacimiento arqueológico que se encuentra en la localidad de Liria, en la provincia de Valencia (España), y que pertenece a la cultura ibérica.
El poblado del Castellet de Bernabé, con una superficie de unos 1000 m², estuvo habitado entre el siglo V a. C. y el siglo III a. C., coincidiendo el final de su ocupación, atestiguado por la presencia de cenizas en los estratos excavados, con la consolidación del dominio en el territorio por parte de la República romana.
Señalado por primera vez en 1945 por Enrique Pla Ballester, el poblado ibérico del Castellet de Bernabé ocupa un altozano poco prominente asentado en las estribaciones noroccidentales de la Sierra Calderona, en el paraje conocido como La Concordia, cerca del cruce de carreteras de Liria y Casinos a Alcublas (CV-339, km 15).

## Historia de la investigación

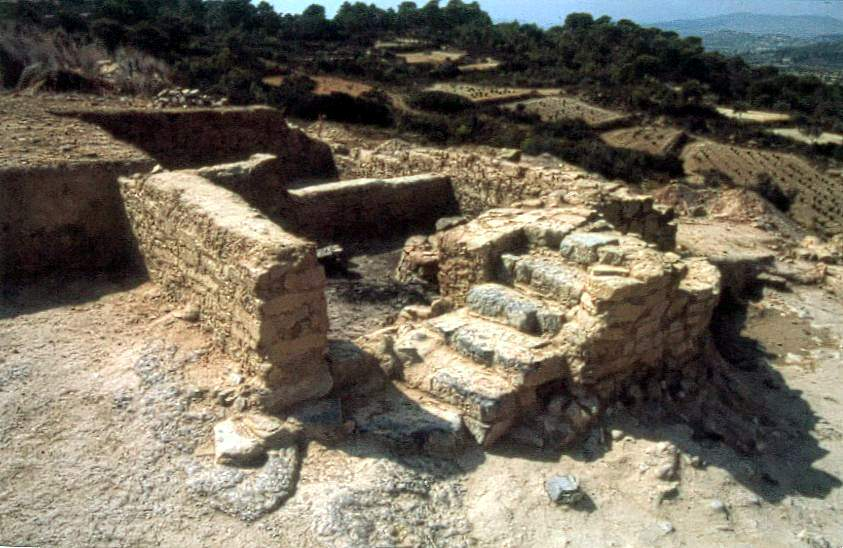
Imagen de una casa ibérica con escaleras.

Un primer sondeo a cargo de Helena Bonet Rosado reveló en 1978 una cronología del yacimiento correspondiente al período denominado Ibérico Pleno y un ambiente cultural decididamente edetano. El plan de excavaciones sistemáticas de los restos se desarrolló anualmente a partir de 1984 bajo el patrocinio del Servicio de Investigación Prehistórica de la Diputación Provincial de Valencia, con el objetivo de completar la excavación del recinto amurallado cuya datación había motivado los primeros sondeos.
Un plan de consolidación y vallado fue llevado a cabo en 1988 por el Ministerio de Cultura en colaboración con la Generalidad Valenciana, y en 1997 los terrenos, que eran de titularidad privada, fueron adquiridos junto con los bancales circundantes por el Ayuntamiento de Liria. El plan de trabajos en el Castellet de Bernabé culminó en 2004 con una publicación interdisciplinaria exhaustiva.

## Un poblado de calle central

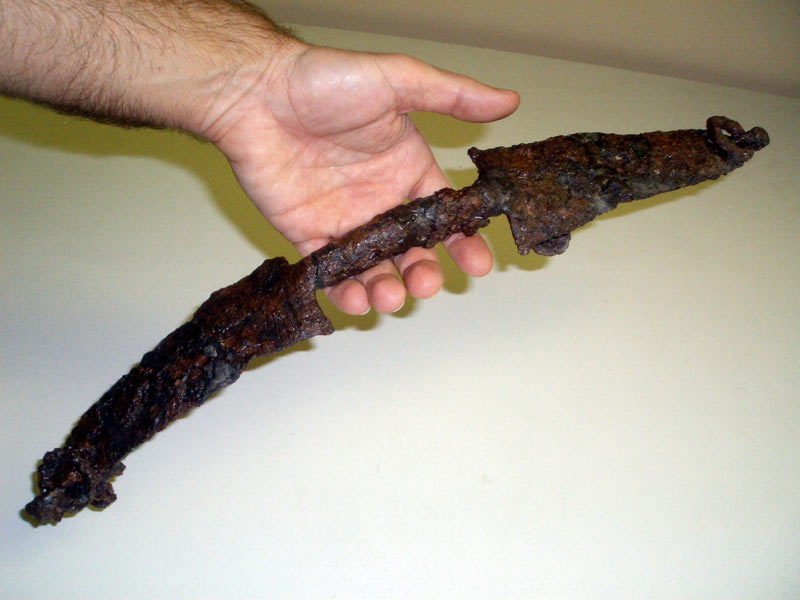
Manilla de caetra hallada en la puerta.

Las excavaciones sistemáticas del yacimiento arqueológico han descubierto un poblado de calle central, de planta pseudo-rectangular, con unos 1000 m² de superficie (unos 70 por 15 m), completamente amurallado. Un camino enlosado recorre la ladera occidental del cerro hasta una puerta principal de dos batientes donde se aprecian testimonios de circulación de carros (carriladas, guardacantones).
Intramuros, una plaza de planta triangular rodeada de espacios de servicios (almazara (plano, n.º 6), fragua (12), granero (7), bodega (8) distribuye la circulación hacia los demás sectores del hábitat: viviendas y despensas distribuidas a ambos lados de la calle central así como una residencia aristocrática de 5 habitaciones que ocupa el cuadrante nordeste del recinto (1, 2, 5, 9 y 22), y que se comunica directamente con el exterior por una segunda puerta de dos batientes.
La secuencia estratigráfica muestra una ocupación continuada del poblado desde el momento de su construcción en el siglo V a. C. hasta su abandono definitivo a finales del siglo III a. C., sin duda como consecuencia indirecta del nuevo orden político derivado de la conquista romana.

## La arquitectura de tierra

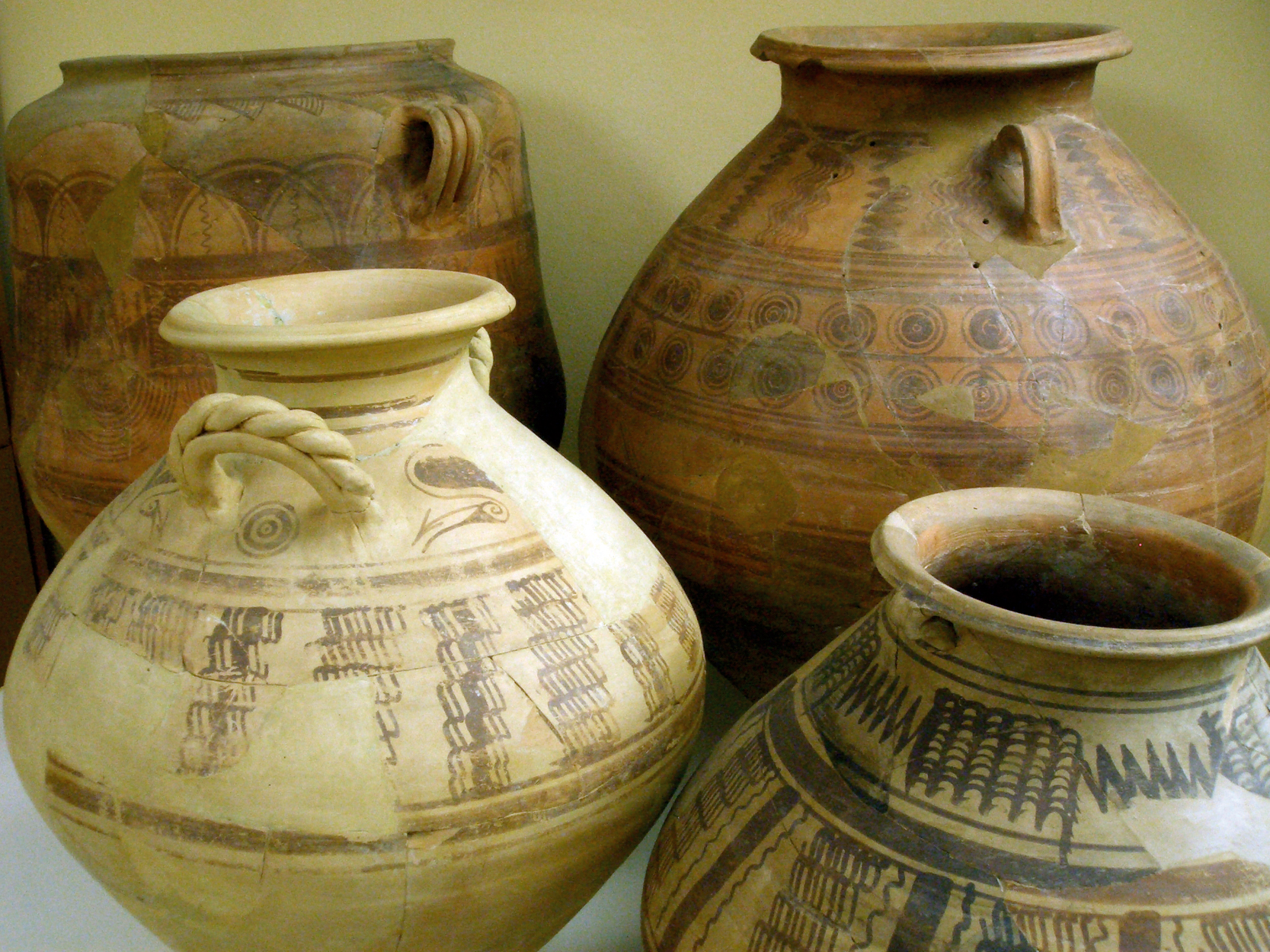
Tinajas ibéricas del Castellet de Bernabé.

El excelente estado de conservación de las estructuras y las comparaciones etnográficas han permitido describir desde este poblado las primeras páginas de las técnicas constructivas ibéricas, destacando un uso masivo del adobe sobre zócalos de mampostería para las paredes, y de terrados de tierra apisonada para las cubiertas a imagen de los ejemplos que todavía persisten en la Alpujarra (Granada) o de forma más extensiva en el África del norte y en Oriente Medio.
El estudio cuidadoso de los escombros que incluyen adobes, vigas calcinadas y trozos del terrado, ha permitido restituir tres modelos arquitectónicos diferentes en el poblado, que son: la casa de una sola planta con acceso directo desde la calle; y la casa de dos plantas, a menudo un semi-sótano, al que se baja desde la calle, cubierto por un entresuelo. La presencia de escaleras de mampostería adosadas a las fachadas de algunas plantas bajas confirma el uso de primeras plantas.

## La cultura material

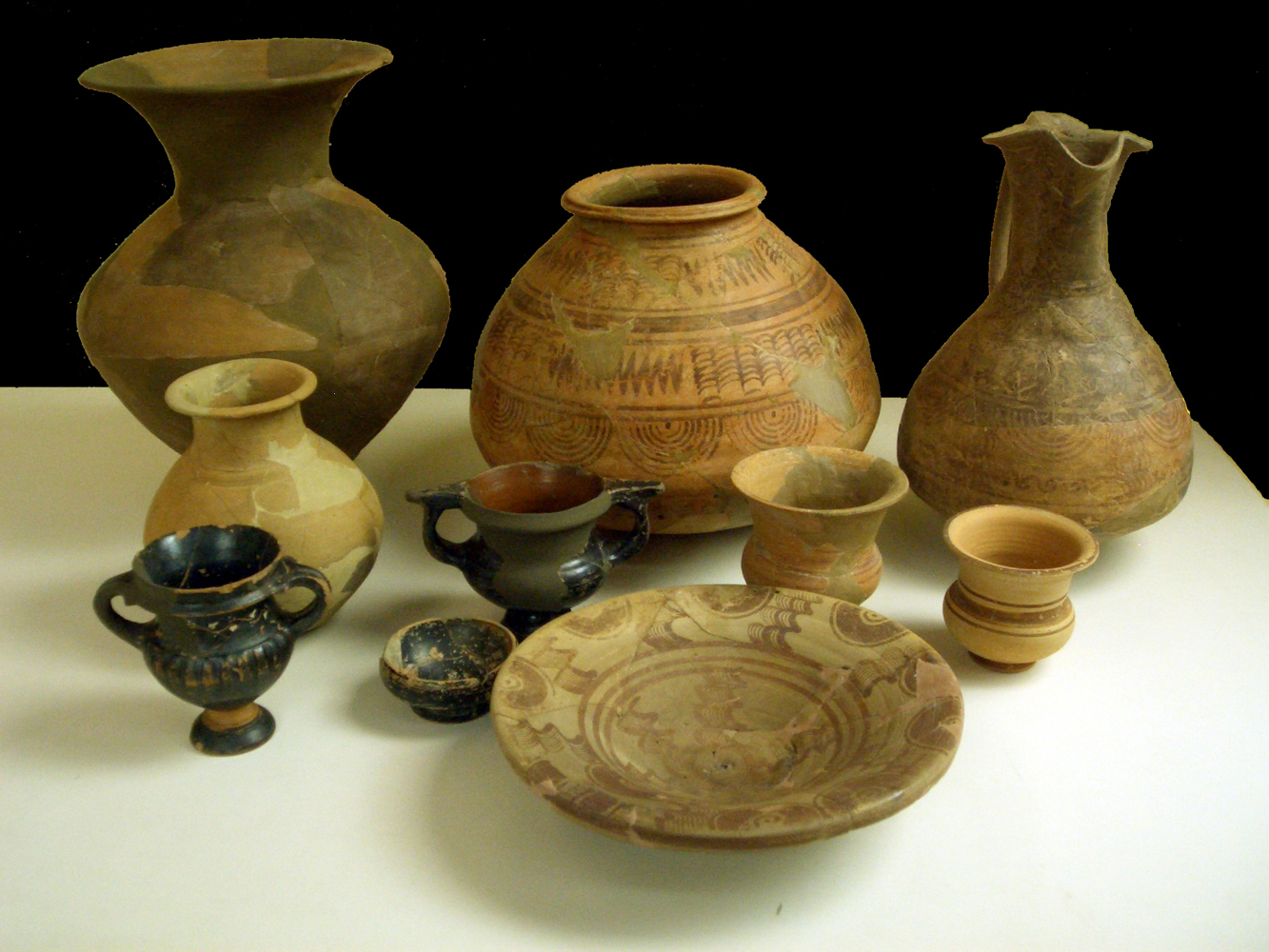
Vajilla doméstica procedente del Castellet de Bernabe.

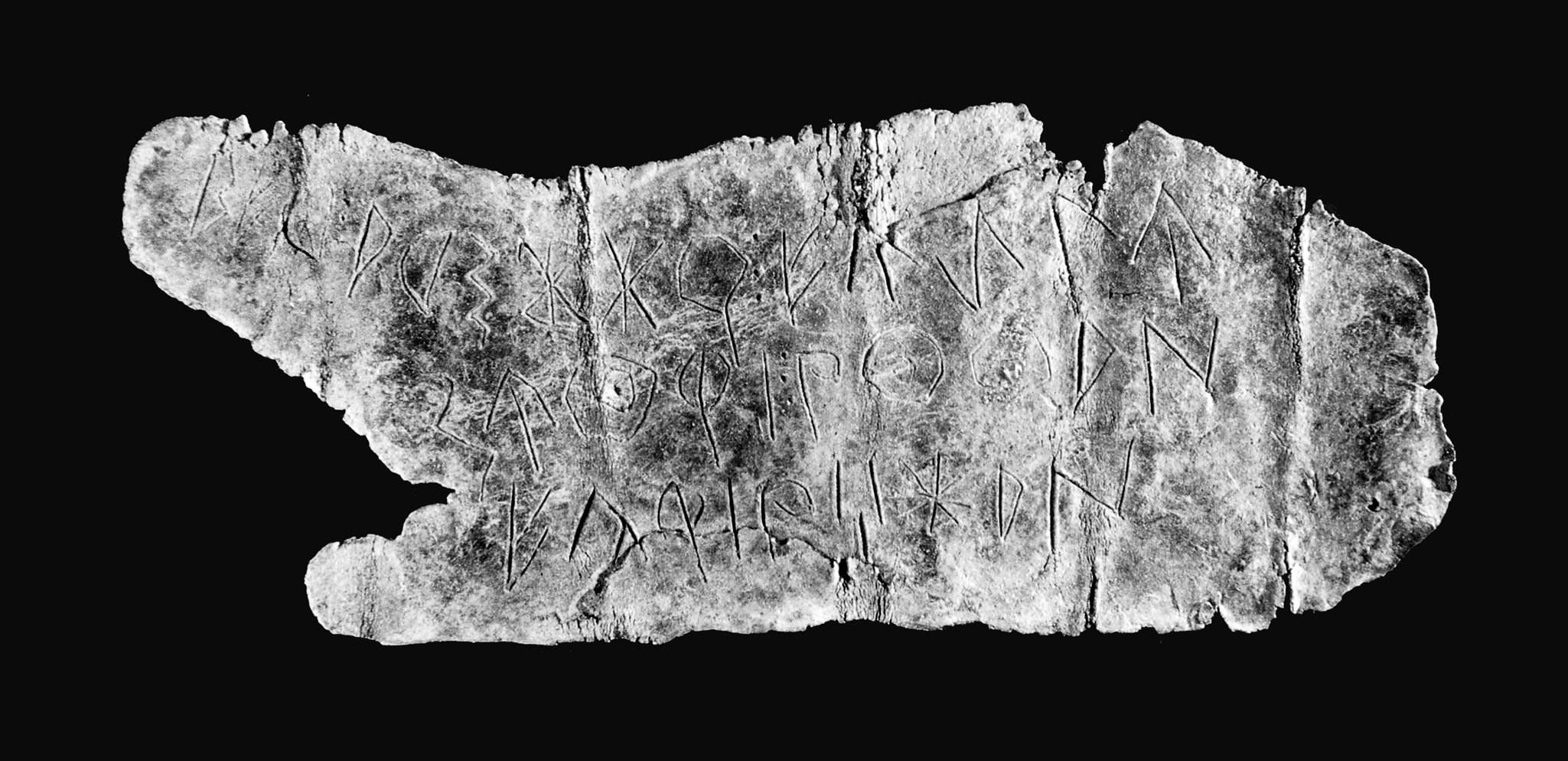
Epigrafía ibérica: Plomo escrito del Castellet de Bernabe.

Los numerosos materiales abandonados por los moradores en el momento de la última destrucción del poblado en el siglo III a. C. revelan un horizonte cultural correspondiente al denominado Ibérico Pleno edetano, semejante al de los poblados de Sant Miquel de Liria o Puntal dels Llops de Olocau. Las cerámicas, extremadamente abundantes, incluyen toda la colección de formas, decoraciones y funcionalidades con series ibéricas pintadas con motivos tanto geométricos como vegetales o narrativos, ollas de cocina con huellas de uso y vasos de almacenamiento incluyendo tinajas y ánforas.
Las excavaciones proporcionaron igualmente objetos metálicos, principalmente de hierro, entre los que destacan las herramientas, sin duda destinadas a la puesta en valor del terreno de secano que circunda al yacimiento. Un puñado de importaciones áticas e itálicas, alguna de ellas verdaderamente venerable dada su antigua cronología, cumplían funciones litúrgicas en relación con los cultos domésticos.
Finalmente, pero no menos importante, la colección de hallazgos incluye interesantes testimonios de escritura ibérica sobre cerámica, con un alfabeto pintado en el borde de una tinaja y un archivo de plomo hallado en el suelo de uno de los graneros (plano, nº32). No es la primera vez que el lugar de la molienda del grano se asocia a un hallazgo epigráfico; el plomo escrito de la Bastida de Les Alcuses (Mogente), reconocido como un archivo de cuentas, se hallaba oculto bajo las piedras de un molino, lo que deja sospechar que su autora era aquella que molía grano allí.

## Una sociedad compleja

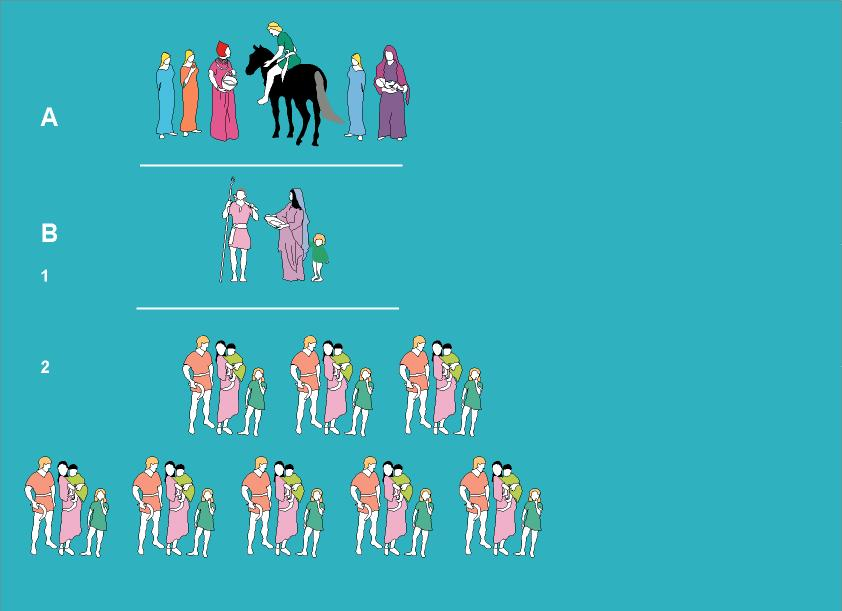
Representación de la jerarquía social existente en el poblado de Castellet de Bernabé.

El Castellet de Bernabé revela igualmente la existencia de una sociedad ibérica marcada por profundas desigualdades socioeconómicas basadas en las relaciones de clientela y de género. Una familia extensa aristocrática propietaria de las estructuras (A) destaca sobre las familias nucleares compuestas por una decena de clientes (B2) dedicados a la puesta en valor agrícola y ganadera del entorno, seguramente bajo las órdenes de un capataz (B1).
Los hallazgos atestiguan un protagonismo femenino masivo dentro del poblado. Entre las actividades, la textil aparece de forma sistemática en los espacios aristocráticos, confirmando que constituía para sus mujeres una ocupación emblemática, simétrica al manejo de las armas para los hombres. Ello queda manifiesto en la famosa escultura de la hilandera y el lancero, procedente de la Albufereta de Alicante. Inversamente, la comunidad masculina no ha dejado huellas explícitas dentro del poblado y aún suponiendo que gran parte de sus jornadas transcurrían en los campos, puede sospecharse que los varones de la clase gentilicia se hallaban ocupados en el abanico de actividades lúdicas, cinegéticas o guerreras que conocemos por las figuras de las cerámicas pintadas de Llíria.
Las comunidades campesinas que abastecían a la clase gentilicia habitaba en pequeñas aldeas cercanas y ubicadas en lugares que favorecieran la realización de las actividades agrícolas, tales como La Torre Seca (Casinos).
Este reparto de papeles parece otorgar la responsabilidad de la gestión de la finca no al aristócrata terrateniente, sino a su esposa. La literatura en general y la mitología en particular confirman este guion de esposa tejedora y gestora de los bienes propiedad de un esposo absentista entregado a la gloria de las armas.

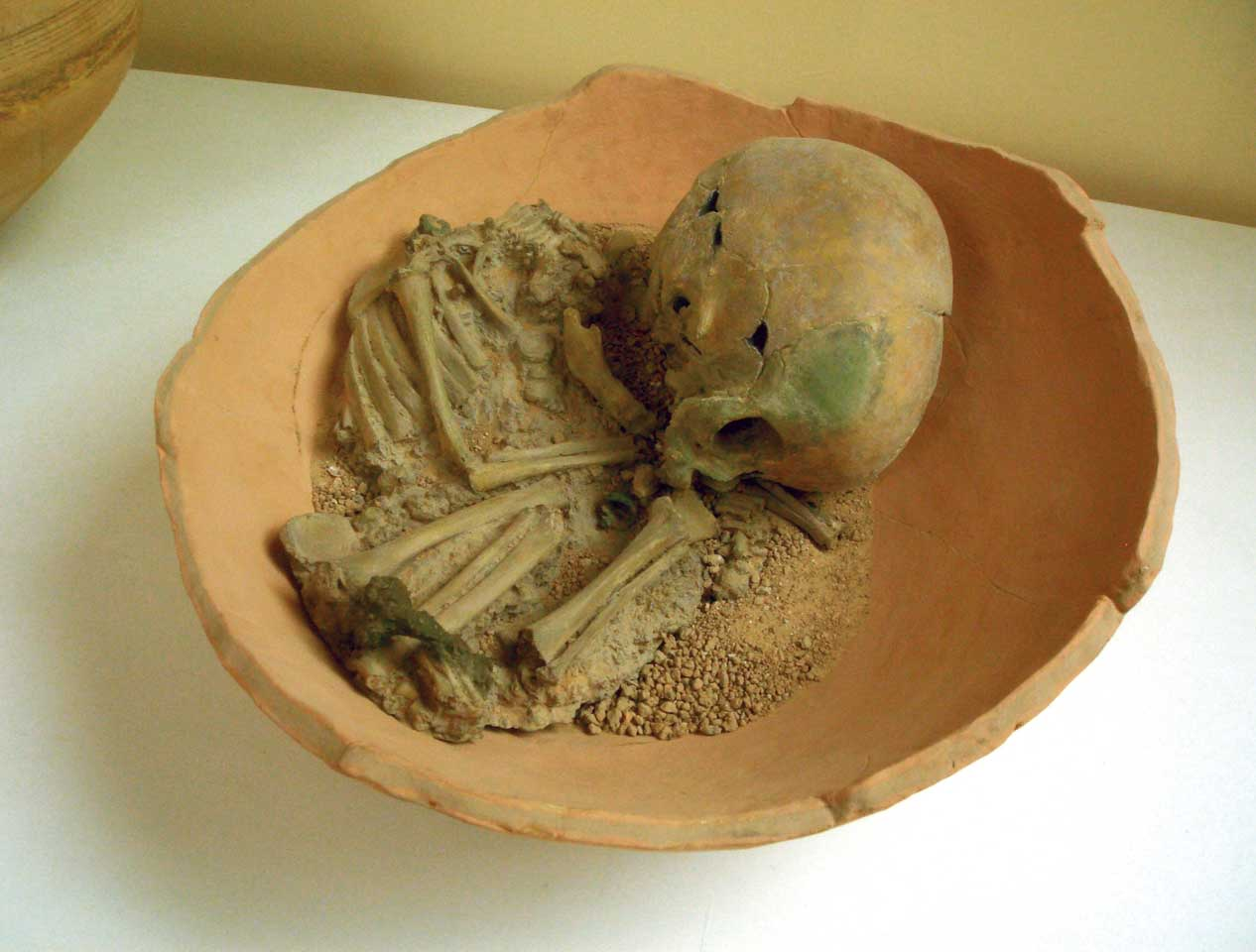
Restos de un enterramiento infantil.

La remoción de los suelos del poblado durante la campaña de consolidación ha revelado más de 20 tumbas infantiles dispuestas en las esquinas de algunos departamentos. La edad de las criaturas deja sospechar la existencia de ritos de paso en la primera etapa de la vida. Dado que los hallazgos de mayor edad no sobrepasan los 6 meses, suponemos que a partir de esa edad ya compartían el mismo espacio funerario de los adultos, reflejando una plena integración en la sociedad; el tratamiento otorgado a los neonatos permite suponer que ni siquiera eran considerados como seres humanos.
Las investigaciones de Arqueología espacial de los años 1980 identificaron al Castellet de Bernabé como un “caserío” en función de su ubicación, sus estructuras y su tamaño, integrándolo en el contexto geopolítico del territorio de Edeta (Tosal de Sant Miquel), cuyo destino compartió hasta el final del período Ibérico Pleno hacia el año 200 a. C.

## La base de la subsistencia

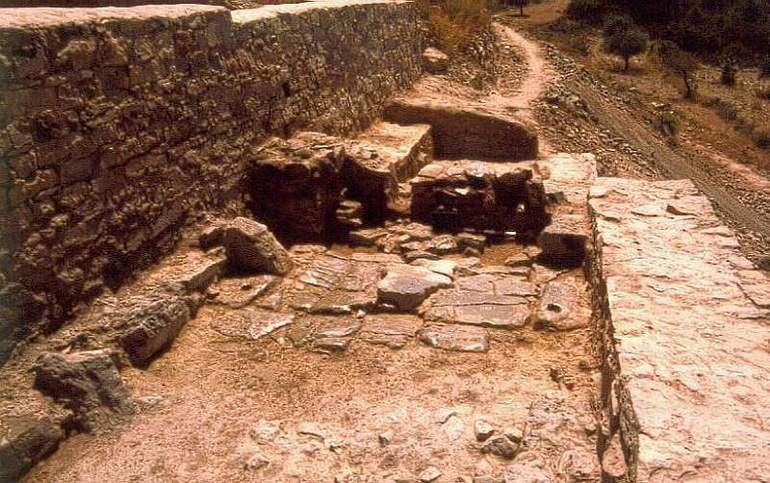
Puerta de acceso al poblado del Castellet de Bernabé.

Pan, vino y aceite constituían la base de la producción agrícola. Estos detalles se conocen porque el incendio que puso punto final a la ocupación humana del poblado quemó numerosos restos vegetales que se han conservado carbonizados hasta nuestros días. Semillas de cebada, huesos de aceitunas, pepitas de uva, de higos, de manzanas o bellotas atestiguan las principales especies cultivadas y recolectadas.
Las acumulaciones de semillas en determinados espacios delatan áreas de actividad relacionadas con la elaboración de vino o la molienda de harina. El departamento n.º 21, por ejemplo, sin más hallazgos que un suelo cubierto de pepitas de uva, podría haber sido una bodega. Los restos de fauna recuperados en la calle y los basureros atestiguan una cabaña de cabras, ovejas, cerdos y algo de ganado bovino, completado finalmente con el ciervo procedente de la actividad cinegética. Es significativo que el caballo y el perro, exaltados en las escenas figuradas de la cerámica ibérica pintada como animales de monta o de compañía, apenas han proporcionada restos, ya que no eran objeto de consumo.
La colección de cerámicas halladas en las excavaciones incluye grandes artefactos cilíndricos, que las comparaciones etnográficas identifican como colmenas y que permiten considerar la apicultura como una de las principales actividades de recolección de los pobladores.

## Un final dramático

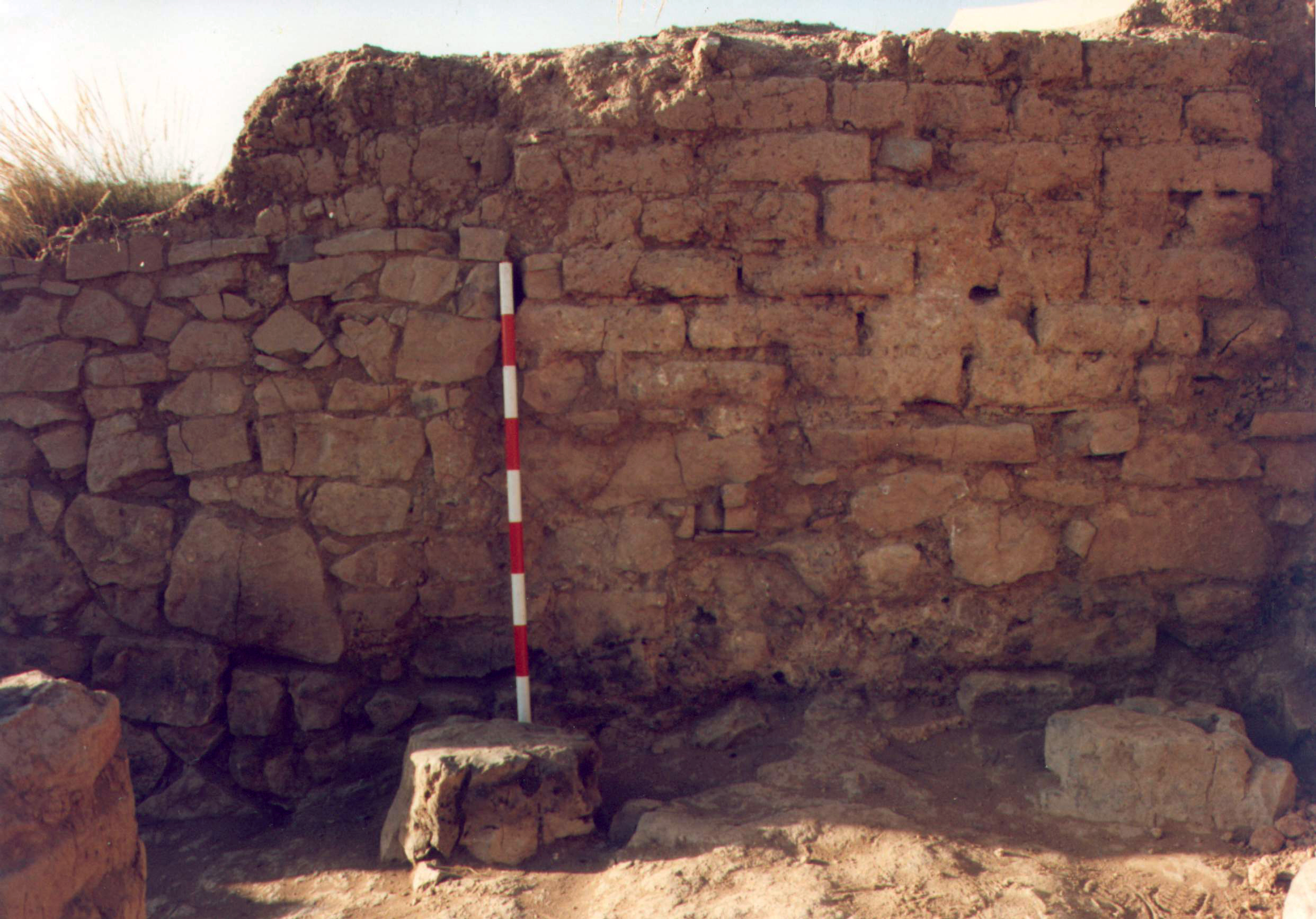
Un muro de adobes endurecidos por el incendio sufrido por el poblado.

El incendio final del poblado, que queda atestiguado por la presencia de potentes capas de escombros y cenizas repletas de materiales arqueológicos, describe toda la crudeza de una destrucción violenta, un saqueo sistemático y una defensa atrincherada tras el portón principal tapiado, donde fueron hallados restos de armamento. Al parecer, la existencia de dos puertas de acceso al poblado fue la circunstancia que debilitó considerablemente las posibilidades de defensa del mismo. Los moradores esperaban un ataque (el segundo en poco tiempo) y construyeron un muro de mampostería en la rampa de acceso frente al portón principal. De hecho, los hallazgos arqueológicos del sector de la entrada revelan testimonios de la defensa: una empuñadura de caetra (escudo redondo de los iberos).
En la vertiente opuesta del poblado, el incendio del porche de la segunda entrada queda atestiguado por un enorme rastro de fuego en suelo y paredes. Es fácil imaginar que mientras unos combatían ante la primera puerta, otros provocaron un incendio en la segunda, que se extendió por todo el poblado. Los hallazgos de ánforas y tinajas rotas en la plaza central, fuera de las despensas, revelan con gran realismo un saqueo en toda regla. No podemos ser muy optimistas respecto del destino de los habitantes del poblado del Castellet de Bernabé, ya que nadie volvió a reconstruir el poblado; el muro defensivo que impedía la circulación de carros hacia el interior del recinto no fue desmantelado. Incluso se ha constatado que los escombros fueron visitados en busca de materiales recuperables, como algunas de las valiosas vigas de pino, en cuyo lugar fueron hallados amontonados los grandes clavos torcidos que fijaban el armazón.

## Un proyecto de puesta en valor

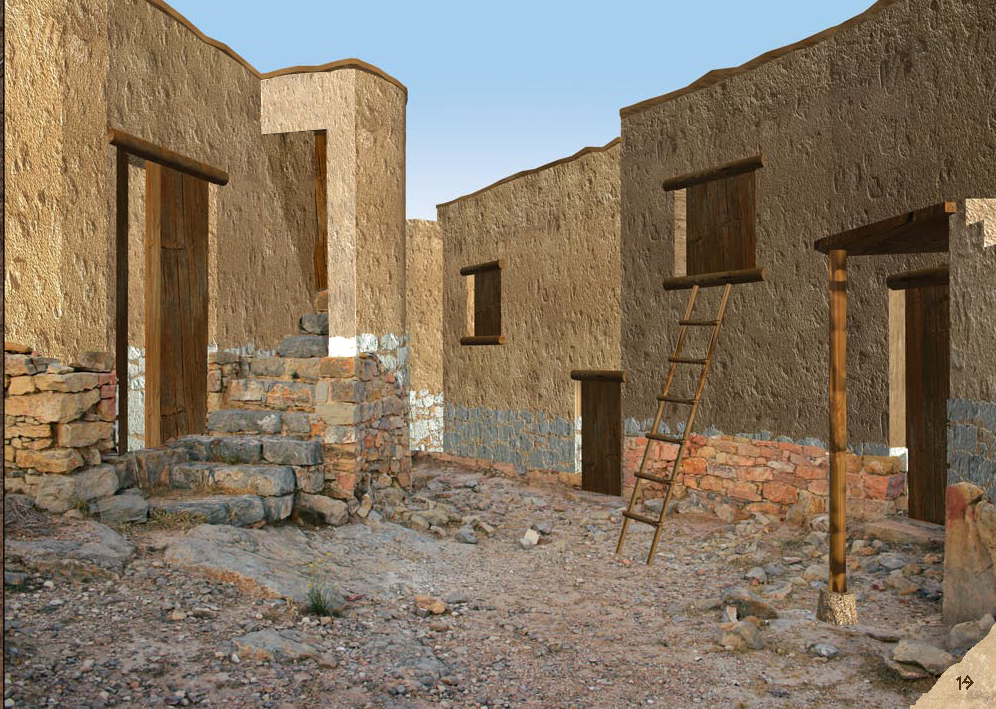
Castellet de Bernabé: Reconstrucción del sector Norte (Guía didáctica).

Tras la publicación exhaustiva de los hallazgos, un equipo interdisciplinario de profesionales de la investigación y la divulgación coordinado desde la Conselleria de Cultura de Valencia, se ha fijado el objetivo de poner al alcance del público los resultados más importantes de los 15 años de investigaciones científicas en el poblado ibérico. Esta labor se acomete desde diferentes frentes de la transmisión del conocimiento, ya sea por medio de reconstrucciones virtuales (guía pedagógica), de propuestas lúdico-educativas (visitas activas), o incluso de meros equipamientos de visita (sendero acondicionado desde Bodegas del Campo hasta el Castellet de Bernabé).